# Trissolcus mitsukurii
Trissolcus mitsukurii ist ein oligophager Ei-Parasitoid von Baumwanzen (Pentatomidae). Die Weibchen legen ihre Eier in die Eier der Baumwanzen. Anschließend ernähren sich die Larven der Wespe vom Inneren der Baumwanzen-Eier. Aus jedem befallenen Baumwanzen-Ei schlüpft eine erwachsene Wespe.

## Merkmale
Die eindeutige Identifikation auf Art-Niveau innerhalb der Gattung Trissolcus ist als besonders schwierig einzustufen. Es gibt nur wenige Experten, die die Individuen eindeutig der entsprechenden Art zuordnen können.
T. mitsukurii ist zwischen 0,9 und 1,8 mm groß. Der Körper (Kopf, Mesosoma und Metasoma) ist schwarz gefärbt. Die Färbung der Beine und Fühler variiert von gelb über orange bis hin zu braun. Besonders auffällig sind die stark vergrößerten Fühlerkeulen (Antennomere 7–11) der T. mitsukurii-Weibchen. Weitere charakteristische Merkmale sind:
- Augenkiel (hyperoccipital carina) nur hinter den seitlichen Ocelli ausgebildet
- erweiterte Orbitalfurchen (orbital furrow), die an Augenringe erinnern
- dorsal (rückseitig) gelegene Härchenreihe (Setae) am ersten Lateriotergit (seitliche Rückenplatte)
- schwach sichtbare paarige Rückenfurchen (Notauli)

Weitere Merkmale finden sich in dem wissenschaftlich anerkanntem und aktuell geltendem Bestimmungsschlüssel von Talamas et al. 2017.

## Lebensweise
T. mitsukurii ist ein oligophager Ei-Parasitoid an Baumwanzen. Zu ihren bevorzugten Wirten gehören die Marmorierte Baumwanze (Halyomorpha halys) und die Grüne Reiswanze (Nezara viridula), die beide als landwirtschaftlich relevante Schädlinge in Deutschland und vielen weiteren Ländern auftreten. Die weiblichen T. mitsukurii legen ihre Eier in die Eier der Wanzen ab. Mit einem spezifischen Gift stoppen die T. mitsukurii-Larven die Entwicklung der Baumwanzen-Embryos. Anschließend schlüpft aus jedem Baumwanzen-Ei eine adulte Wespe. Die Temperatur-Schwelle für eine vollständige Entwicklung liegt bei 11,7 °C und 191,2 Temperatur-Tagen über dieser Schwelle. Auf der Basis dieser Daten sind daher bis zu 15 Generationen pro Jahr möglich. Ein Weibchen kann während seiner gesamten Lebenszeit durchschnittlich zwischen 63 und 83 Eier legen. Falls entsprechende Wirte fehlen, können die Weibchen ihre Eier in den Eierstöcken sammeln und diese vermehrt legen sobald passende wieder Wirte verfügbar sind.

## Verbreitung und Verschleppung
T. mitsukurii ist in Asien heimisch und dort weit verbreitet. 2016 wurde T. mitsukurii in Italien aus H. halys-Eiern nachgewiesen. Vermutlich wurde die Wespe zusammen mit ihrem Wirt nach Italien verschleppt. Sowohl H. halys als auch N. viridula treten invasiv in Europa und Amerika auf. Neben T. mitsukurii wurden bereits weitere nicht heimische Trissolcus-Arten, wie z. B. T. japonicus (Samuraiwespe) nach Europa sowie nach Amerika verschleppt.

## Biologische Schädlingsbekämpfung

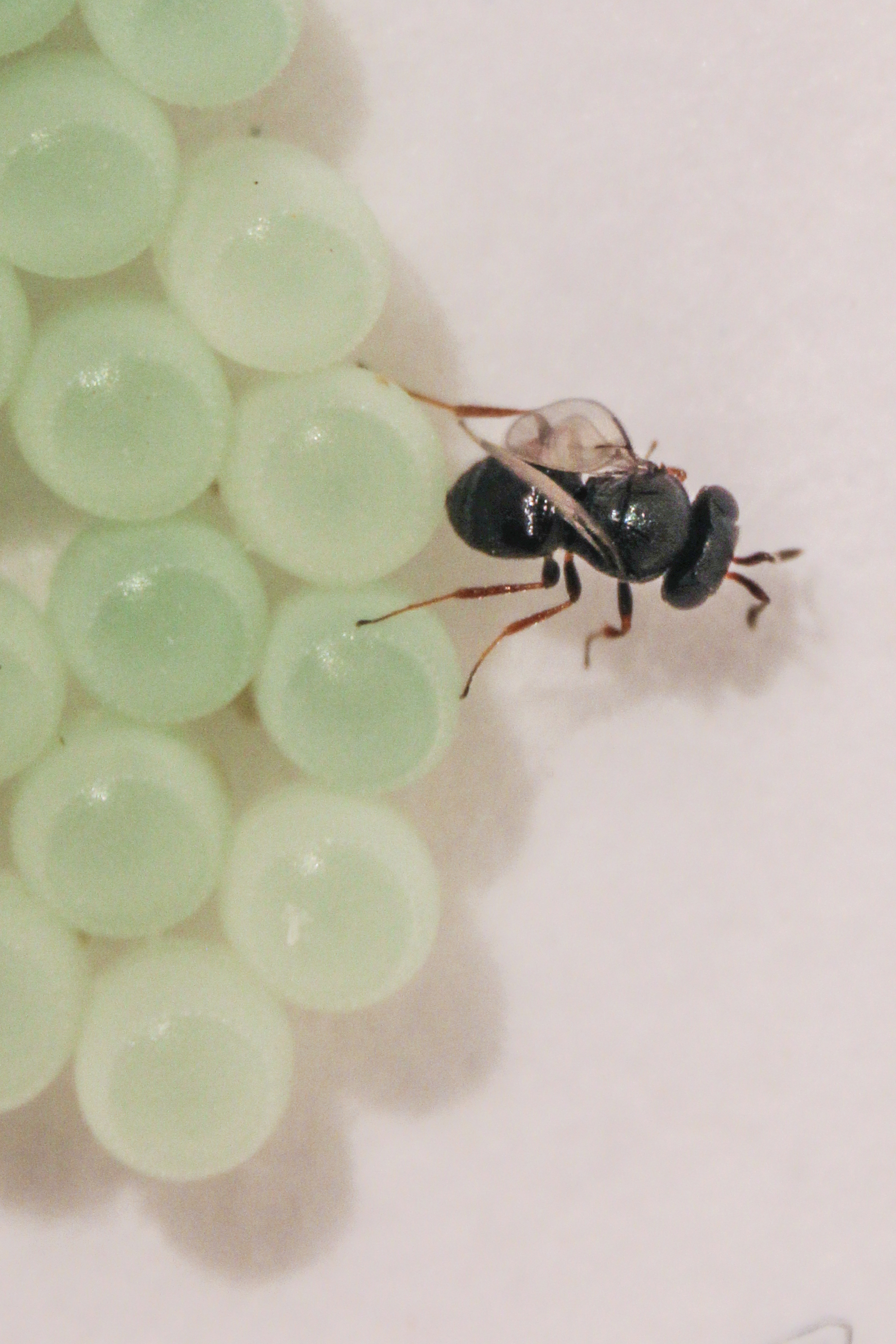
Trissolcus sp. bei der Eiablage in ein Baumwanzen-Eigelege.

Aufgrund der Wirtspräferenz gegenüber N. viridula und H. halys stellt T. mitsukurii einen potentiellen „Biocontroller“ dar.